# Casino Royale (film, 1967)
A Casino Royale 1967-es brit-amerikai vígjáték, az első James Bond-paródia, mely szatirikus módon figurázza ki Bond karakterét. A film Ian Fleming azonos című, első Bond-regényéből készült, melynek jogai Charles K. Feldman producer birtokában voltak, de mivel a hivatalos filmeket készítő Harry Saltzman és Albert R. Broccoli párossal nem sikerült megegyezni, inkább paródiának készítette el a történetét. A filmben David Niven játssza Bondot, rajta kívül pedig Peter Sellers, Ursula Andress, Orson Welles, Woody Allen, William Holden és Charles Boyer játszanak fontosabb szerepeket. A híres színészek ellenére a film már megjelenésekor negatív visszhangot váltott ki, ami a film meglehetősen kaotikus, pszichedelikus jellegére vezethető vissza. A Casino Royale történetét harminckilenc évvel később, 2006-ban mutatták be hivatalos filmként, amivel az akkori új James Bondot, Daniel Craiget mutatták be a nagyközönségnek.

## Cselekmény
A nyugalmazott titkos ügynököt, James Bondot visszahívják a nyugdíjból, hogy vizsgálja ki néhány különös eltűnés és haláleset körülményeit, mely mögött a SMERSH nevű alvilági szervezetet sejtik. Bond a nagyobb siker elérése érdekében mozgósítja rokonait és több az ő fedőnevét viselő ügynököt is, míg a szálak el nem érnek egy Le Chiffre nevű emberig…

## Szereplők
| Szerep                           | Színész            | Magyar hang      |
| -------------------------------- | ------------------ | ---------------- |
| Sir James Bond                   | David Niven        | Barbinek Péter   |
| Evelyn Tremble                   | Peter Sellers      | Cseke Péter      |
| Vesper Lynd                      | Ursula Andress     | Kiss Mari        |
| Le Chiffre                       | Orson Welles       | Papp János       |
| Mata Bond                        | Joanna Pettet      | Kocsis Judit     |
| A fogvatartott 007-es            | Daliah Lavi        | Takács Kati      |
| Jimmy Bond (Dr. Noah)            | Woody Allen        | Seszták Szabolcs |
| Mimi ügynök / Lady Fiona McTarry | Deborah Kerr       | Tordai Teri      |
| Ransome                          | William Holden     | Buss Gyula       |
| Le Grand                         | Charles Boyer      | Pusztai Péter    |
| M / McTarry tábornok             | John Huston        | Izsóf Vilmos     |
| Szmernov                         | Kurt Kasznar       | Áron László      |
| Francia légiós                   | Jean-Paul Belmondo |                  |

A filmben felbukkan még Peter O’Toole, Anjelica Huston, Geraldine Chaplin, Percy Herbert és a később a Csillagok háborújában Darth Vadert alakító David Prowse is.
- Magyar szöveg: Farkas János
- Hangmérnök: Hegede Béla
- Rendezőasszisztens: Nikodém Gerda
- Vágó: Baja Gábor
- Gyártásvezető: Miklai Mária
- Szinkronrendező: Kiss Beáta

A szinkron a VideoBox stúdióban készült.

## A film készítése
Charles K. Feldman producernek sikerült megszereznie Ian Fleming első Bond-regényének, a Casino Royale-nek a jogait, és eredetileg komoly filmnek szánta, de nem sikerült megegyeznie Harry Saltzmannal és Albert R. Broccolival a film elkészítésében, ezért aztán paródiává alakította a cselekményt. A film elkészültét a szereplők közti ellentétek is nehezítették: Peter Sellers maga szerette volna eljátszani Bondot, de miután erre nem volt lehetősége, távolmaradásaival szabotálta a munkát, ráadásul Orson Welles-szel is olyannyira összeveszett, hogy nem volt hajlandó egy légtérben tartózkodni vele, ezért a vele közös jeleneteket külön-külön vették fel. Ezen kívül a film forgatókönyvét folyamatosan átírták, emiatt van összesen tizenegy név forgatókönyvíróként feltüntetve, de a hat rendező sem vált a film javára. Bizonyos részeket ki is vágtak utólag, amitől még követhetetlenebbé vált a már amúgy is leginkább pszichedelikus jelzővel illethető cselekmény. Leonard Maltin filmkritikus summázata szerint a paródia „néha vicces, gyakran nem.” Anyagilag mindenesetre, a hivatalos Bond-filmekhez hasonlóan így is nyereséges lett.
A film jogait az MGM 1999-ben 10 millió dollárért vásárolta meg az azt eredetileg gyártó és forgalmazó Columbia Pictures-től.

## Fordítás
- Ez a szócikk részben vagy egészben  a   Casino Royale (1967 film) című angol Wikipédia-szócikk fordításán alapul.  Az eredeti cikk szerkesztőit annak laptörténete sorolja fel. Ez a jelzés csupán a megfogalmazás eredetét és a szerzői jogokat jelzi, nem szolgál a cikkben szereplő információk forrásmegjelöléseként.